# Estación de Chiquinquirá
La estación de Chiquinquirá es una antigua estación de ferrocarril ubicada en  Chiquinquirá, Boyacá. Fue declarada Monumento Nacional en 1990. Desde el 2000 alberga el Palacio de la Cultura Rómulo Gallegos.

## Historia
La estación empezó a construirse en 1926. Fue diseñada por el arquitecto Joseph Martens y dirigida por el ingeniero Fernando J. Zárate, quienes concluyeron la obra dos años después. Se inauguró el 12 de octubre de 1928.
Desde mediados de 1975, al desaparecer el ferrocarril, la Estación de Chiquinquirá quedó en desuso. Este desuso ocasionó un fuerte deterioro por lo que la edificación fue sometida a una remodelación a finales de los años 1980, fecha en la que coincidió con la visita de Juan Pablo II. El 19 de diciembre de 1990 fue declarada Monumento Nacional mediante el decreto 3053. Después fue nuevamente remodelada y en 2000 convertida en el Palacio de la Cultura Rómulo Gallegos.
La estructura presenta una arquitectura francesa y se compone básicamente de un solo cuerpo con una cubierta de mansarda, junto con otras dos edificaciones laterales. En esta estación también funciona la Biblioteca Pública Municipal Comfaboy Julio Flórez la cual contiene más de 100  libros. Además se exhiben artesanías propias del departamento de Boyacá.